# GP Eddy Merckx
Grand Prix Eddy Merckx (franska) eller Grote Prijs Eddy Merckx (nederländska), kort GP Eddy Merckx, var ett belgiskt endsgslopp i landsvägscykling som kördes som ett individuellt tempolopp från 1980 till 1997, och som partemoplopp från 1998 till 2004. Loppet är uppkallat efter Eddy Merckx och kördes kring dennes hemstad Bryssel. När UCI Europe Tour gjordes försök att inkludera loppet i Paris–Bryssel, men detta kom inte till stånd och loppet lades ner.

## Podieplaceringar
| År                     | Vinnare                            | Tvåa                             | Trea                                  |
| Individuellt tempolopp |                                    |                                  |                                       |
| 1980                   | Knut Knudsen                       | Daniel Willems                   | Gerrie Knetemann                      |
| 1981                   | Knut Knudsen                       | Fons de Wolf                     | Bernard Hinault                       |
| 1982                   | Daniel Willems                     | Marc Sergeant                    | Jean-Luc Vandenbroucke                |
| 1983                   | Jean-Luc Vandenbroucke             | Daniel Willems                   | Marc Somers                           |
| 1984                   | Claude Criquielion                 | Jean-Luc Vandenbroucke           | Marc Sergeant                         |
| 1985                   | Eric Vanderaerden                  | Bert Oosterbosch                 | Phil Anderson                         |
| 1986                   | Charly Mottet                      | Nico Emonds                      | Jesper Worre                          |
| 1987                   | Eric Vanderaerden                  | Edwig Van Hooydonck              | Charly Mottet                         |
| 1988                   | Edwig Van Hooydonck                | Rolf Gölz                        | Janusz Kuum                           |
| 1989                   | Sean Yates                         | Edwig Van Hooydonck              | Johan Museeuw                         |
| 1990                   | Frans Maassen                      | Jelle Nijdam                     | Brian Walton                          |
| 1991                   | Erik Breukink                      | Frans Maassen                    | Thierry Marie                         |
| 1992                   | Jelle Nijdam                       | Fabian Jeker                     | Laurent Dufaux                        |
| 1993                   | Chris Boardman                     | Pascal Lance                     | Jelle Nijdam                          |
| 1994                   | Tony Rominger                      | Pascal Lance                     | Andrea Chiurato                       |
| 1995                   | Johan Museeuw                      | Johan Bruyneel                   | Tony Rominger                         |
| 1996                   | Chris Boardman                     | Lance Armstrong                  | Johan Museeuw                         |
| 1997                   | Abraham Olano                      | Chris Boardman                   | Sergej Gontjar                        |
| Partempolopp           |                                    |                                  |                                       |
| 1998                   | Abraham Olano José Vicente García  | Frank Vandenbroucke Nico Mattan  | Vjatjeslav Jekimov Dariusz Baranowski |
| 1999                   | Marc Wauters Erik Dekker           | Jesper Skibby Marc Streel        | Jens Voigt Chris Boardman             |
| 2000                   | Vjatjeslav Jekimov Lance Armstrong | Jens Voigt Chris Boardman        | Marc Wauters Erik Dekker              |
| 2001                   | Marc Wauters Erik Dekker           | Michael Rogers Fabian Cancellara | Jean Nuttli Lukas Zumsteg             |
| 2002                   | László Bodrogi Fabian Cancellara   | Uwe Peschel Michael Rich         | Marc Wauters Erik Dekker              |
| 2003                   | Uwe Peschel Michael Rich           | Michael Rogers László Bodrogi    | Peter Van Petegem Leif Hoste          |
| 2004                   | Koen de Kort Thomas Dekker         | Jens Voigt Bobby Julich          | Uwe Peschel Michael Rich              |